# Lycée Lapérouse
Das Lycée Lapérouse („Lap“) ist eine sowohl allgemeinbildende als auch fachbezogene weiterführende öffentliche Schule mit Internat in Nouméa, Neukaledonien. Die 1881 als Collège gegründete Institution ist die älteste Sekundarschule der Stadt und bietet auch Vorbereitungskurse für die Grandes Écoles an. Zu den Absolventen gehören zahlreiche führende Persönlichkeiten des Territoriums. Sie wurde nach dem französischen Seefahrer Jean-François de La Pérouse benannt.

## Geschichte
Die Schule wurde am 6. Dezember 1881 von Admiral Amédée-Anatole Courbet, dem Gouverneur von Neukaledonien, per Dekret gegründet. Sie befand sich nahe der Kathedrale in der Grundschule für Jungen und zählte zunächst nur 15 Schüler. 1885 änderte sie ihren Namen von Collège de Nouméa in Collège Colonial. Unter einem neuen Direktor aus Kontinental-Frankreich, der die Schule von 1889 bis 1919 leitete, entwickelte sie sich zu einem Lycée. 1912 erwarb der erste Schüler an der Schule das Abitur. Anschließend verlagerte sie den Standort in eine in den 1870er Jahren errichtete ehemalige Kaserne. Während des Ersten Weltkriegs verlor sie zahlreiche Lehrer und Schüler. Ab 1916 wurden daher auch Mädchen aufgenommen und der Schulbetrieb konnte fortgeführt werden.
Während des Zweiten Weltkriegs fiel die Schülerzahl von 362 auf 264 erneut deutlich ab. Zwischenzeitlich musste die Schule die Kaserne verlassen und ein Ausweichquartier suchen, da diese von der Armee genutzt wurde. 1944 konnte die Schule wieder zurückkehren und errichtete 1950 außerdem zwei Internate. Ab 1953 nahm sie nach einer Gesetzesänderung auch junge Kanak auf. 1968 wurde schließlich in der Rue Baudoux, nur wenige Schritte von der Kaserne, das Nouveau Lycée La Pérouse errichtet, wo es bis heute seinen Standort hat. In der ehemaligen Kaserne fanden einige Kurse jedoch noch bis 1973 statt. 1990 wurde daneben ein zweites Gebäude errichtet. Beide tragen den Namen der Schiffe, mit denen La Pérouse seine Pazifikreise begann, Astrolabe und Boussole.
Im August 2023 übernahm Gilles Ukeiwë die Leitung der Schule, der bereits 2006 als erster Kanak in Frankreich den Rektorposten einer Bildungseinrichtung in La Foa einnahm.

## Unterrichtsfächer
Neben den in Frankreich üblichen Fächern, zu denen die Fremdsprachen Englisch, Spanisch, Deutsch und Italienisch zählen, werden am Lycée Lapérouse zusätzlich Chinesisch und Japanisch sowie die beiden größten Kanaksprachen Drehu und Nengone, als auch der Kurs Fundamentale Elemente der Kanakkultur von insgesamt 150 Lehrkräften unterrichtet.